# Povijest Engleske
Povijest Engleske odnosi se na proučavanje ljudske prošlosti na jednom od najstarijih i za ostatak svijeta važnih nacionalnih teritorija. Današnju Englesku, jednu od konstitutivnih zemalja Ujedinjenog Kraljevstva, naselili su neandertalci prije 800,000 godina. Stalna ljudska prisutnost datira od prije 12,000 godina, odnosno s kraja posljednjeg glacijalnog razdoblja. Na području Engleske postoje brojni ostaci iz mezolitika, neolitika i brončanog doba, kao što su: Stonehenge i Abury. U željezno doba Englesku, kao i cijelu Britaniju južno od Firth of Fortha, naseljavali su keltski narodi zajednički poznati kao Briti, ali i neka belgijska plemena (npr. Atrebates, Cathuvelauns, Trinovants itd.) u krajevima koje današnji Velšani nazivaju Loegir. Godine 43. počelo je rimsko osvajanje Britanije; nakon njega je Rimsko Carstvo zadržalo kontrolu nad provincijom Britanijom sve do 5. stoljeća.
Kraj rimske vladavine u Britaniji omogućio je anglosaksonsko naseljavanje Britanije, što se tradicionalno smatra početkom Engleske, odnosno nastankom Engleza kao nacije. Anglosaksonci su bili niz germanskih plemena koja su osnovala nekoliko kraljevstava koja su postala regionalna središta moći u današnjoj Engleskoj i dijelovima Škotske. Uveli su staroengleski jezik, koji je zamijenio prethodni britonski jezik. Anglosaksonci su ratovali s britanskim državama nasljednicama u današnjem Walesu, Cornwallu i Hen Ogledu (Stari sjever; dijelovi sjeverne Engleske i južne Škotske gdje se govorio britonski), kao i međusobno. Vikinški pohodi postali su češći nakon 800. godine, a Norvežani su zauzeli velike dijelove današnje Engleske. Tijekom tog razdoblja nekoliko je vladara pokušalo ujediniti anglosaksonska kraljevstva, što je na kraju rezultiralo nastankom Kraljevine Engleske do 10. stoljeća.
Godine 1066. Normani napadaju i osvajaju Englesku, čime je Engleska označila ulazak u srednji vijek koji će karakterizirati građanski ratovi i sukobi sa zemljama kontinentalne Europe. Kraljevina Engleska bila je suverena država sve do vladavine Rikarda I. Lavljeg Srca, koji ju je 1194. učinio vazalom Svetog Rimskog Carstva. Ovaj status ostao je do 1212. i vladavine njegovog brata Ivana Bez Zemlje kada je kraljevstvo postalo formalni vazal Svete Stolice i to je trajalo do 16. stoljeća kada se kralj Henrik VIII. iz dinastije Tudor odvojio od Katoličke Crkve. Engleska je prethodno osvojila Wales u 12. stoljeću, a u 18. stoljeću se ujedinila sa Škotskom u Kraljevstvo Velike Britanije. Nakon što je u Engleskoj započela industrijska revolucija, Velika Britanija je osvojila brojne prekomorske posjede i osnovala kolonije, utemeljivši Britansko Carstvo, tada najveće na svijetu. Iako je zahvaljujući procesu dekolonizacije u 20. stoljeću većina ovih teritorija postala neovisna, kulturni utjecaj Engleske na ostatak svijeta, najvidljiviji kroz dominaciju engleskog jezika, traje i danas.
Pod Tudorima i kasnije dinastijom Stuart, Engleska je postala kolonijalna sila. Tijekom vladavine Stuarta izbio je Engleski građanski rat između parlamentaraca i rojalista, što je rezultiralo pogubljenjem kralja Karla I. (1649.) i uspostavom niza republikanskih vlada — prvo, parlamentarne republike poznate kao Commonwealth (1649.–1653.), zatim vojna diktatura pod Oliverom Cromwellom poznata kao Protektorat (1653.–1659.). Stuarti su se vratili na obnovljeno prijestolje 1660., iako je neprekidna kontroverza oko vjere i moći rezultirala svrgavanjem drugog kralja iz dinastije Stuarta, Jakova II., i Slavnom revolucijom (1688.). Engleska, koja je osvojila Wales u 13. stoljeću, ujedinila se sa Škotskom 1707. u novu suverenu državu pod nazivom Velika Britanija. Nakon industrijske revolucije, Velika Britanija je vladala kolonijalnim carstvom, najvećim u zabilježenoj povijesti. Zbog procesa dekolonizacije u 20. stoljeću, ponajviše uzrokovanog slabljenjem moći Velike Britanije tijekom dvaju svjetskih ratova, gotovo svi prekomorski teritoriji Carstva postali su neovisne države. Međutim, prema podacima iz 2018., kulturni utjecaj Velike Britanije i dalje je raširen i duboko ukorijenjen u mnogim zemljama u usponu.

## Galerija
- Štit iz 4. stoljeća pr. Kr.
- Ruthwell križ
- Evanđelje Lindisfarne